# György Mitró
György Mitró   (Nyíregyháza, 6 de març de 1930 - Budapest, 4 de gener de 2010) fou un nedador hongarès que va competir durant la dècada de 1940.
El 1948 va prendre part en els Jocs Olímpics d'Estiu de Londres, on va disputar tres proves del programa de natació. Va guanyar la medalla de plata en els 4x200 metres lliures, formant equip amb Elemér Szathmáry, Imre Nyéki i Géza Kádas, i la de bronze en els 1.500 metres lliures, mentre en els 400 metres lliures fou cinquè.
En el seu palmarès també destaquen tres medalles al Campionat d'Europa de natació de 1947, d'or en els 1.500 metres lliures, de plata en els 400 metres lliure i de bronze en els 4x200 metres lliures. Guanyà una medalla de plata al campionat del món universitari de 1947 i onze campionats nacionals.
Fou proposat per fer el paper de Tarzan a les pel·lícules de Metro-Goldwyn-Mayer, però el refusà. La seva carrera esportiva es va acabar prematurament en ser purgat pel règim hongarès.